# Senatore Cappelli
La Senatore Cappelli, o semplicemente Cappelli, è una cultivar di grano duro autunnale ottenuta dal genetista Nazareno Strampelli - agli inizi del XX secolo presso il Centro di Ricerca per la Cerealicoltura di Foggia - per selezione genealogica della popolazione nord-africana “Jenah Rhetifah”.
Rilasciata nel 1915, la nuova varietà di frumento fu dedicata da Strampelli al marchese abruzzese Raffaele Cappelli, senatore del Regno d'Italia, che, negli ultimi anni dell'Ottocento, assieme al fratello Antonio, aveva avviato le trasformazioni agrarie in Puglia e sostenuto Strampelli nella sua attività, mettendogli a disposizione campi sperimentali, laboratori ed altre risorse.

## Storia
Tra le varietà autoctone esotiche Strampelli ha attribuito il lignaggio del grano Senatore Cappelli alla landrace tunisina Jenah Rhetifah, mentre i recenti sforzi di genotipizzazione hanno confermato la tesi di De Cillis (1927) secondo cui discende questa cultivar dal grano Bidì, una popolazione o landrace che era già stata introdotta in Sicilia ed era comunemente coltivata in tutto il Nord Africa.
Il frumento Cappelli, nonostante fosse alto (circa 150–160 cm), tardivo e suscettibile alle ruggini e all'allettamento, ebbe grande successo in Italia grazie alla sua larga adattabilità, alla sua rusticità ed alla eccellente qualità della sua semola. L'introduzione di questa cultivar determinò l'aumento delle rese medie da 0,9 t/ha del 1920, ottenute con le vecchie varietà locali, ossia ecotipi caratterizzati da elevata taglia, accentuata tardività, alto indice di accestimento totale, con i difetti che ne conseguono (suscettibilità all'allettamento ed alla stretta), ad 1,2 t/ha alla fine degli anni '30. Nel trentennio dagli anni '20 agli anni '50, fino al 60% della superficie nazionale a grano duro era investita a Cappelli, che si diffuse in seguito anche in altri paesi del Mediterraneo.
Il Cappelli è ancora coltivato dopo un secolo, in particolare nel meridione d'Italia (Abruzzo, Molise, Basilicata, Calabria, Puglia, Sicilia, Sardegna e nella Provincia di Ascoli Piceno) per la produzione di pasta e pane e pizza biologici. Dagli inizi del secolo scorso fino agli anni '60 il Senatore Cappelli ha rappresentato la base del miglioramento genetico del frumento duro ed è infatti presente nel patrimonio genetico di quasi tutte le cultivar di grano duro oggi coltivate in Italia e di numerose altre a livello internazionale.
Dopo la seconda guerra mondiale, la possibilità di produrre concimi azotati a basso costo stimolò la costituzione di varietà in grado di valorizzare la somministrazione di quantità crescenti di azoto. Inoltre, l'accresciuta disponibilità degli erbicidi ha permesso di ovviare alla minore competitività delle piante basse nei confronti delle infestanti. Negli anni successivi (dal 1950 al 1960), il miglioramento genetico fu dunque orientato soprattutto alla riduzione della taglia ed all'aumento della precocità, con attenzione alle caratteristiche qualitative della granella.
Furono Capeiti 8 e Patrizio 6 a segnare l'inizio del declino del Cappelli, dopo decenni di dominio incontrastato. Queste due cultivar erano infatti più produttive, precoci (di 10-15 giorni rispetto al Cappelli) e resistenti all'allettamento, anche se con peggiori qualità molitoria e pastificatoria. In seguito, cultivar di taglia sempre più ridotta ottenute attraverso incroci interspecifici, uso della mutagenesi ed introgressione dei gene Rht sostituirono definitivamente il Senatore Cappelli. Così, via via, si affermano l'Appulo, cultivar dei gruppi “Val” (Valgerardo, Valnova, Valselva, Valriccardo) e “Castel” (Castelporziano, Castelfusano, Casteldelmonte e Castelnuovo) e il Creso (derivante dallo stesso Cappelli), il Simeto ottenuto nel 1988 presso la Stazione sperimentale di granicoltura di Caltagirone, l'Iride, il Claudio, tutti con differenti gradi di parentela con il "Senatore".

## Controversie legali
In Italia, l'Autorità Generale della Concorrenza e del Mercato (Antitrust) ha multato la società per azioni emiliana Sis, che ha il monopolio legale dell'intera filiera di questa varietà di grano in Italia, avendo un contratto di licenza stipulato nel 2016 con il CREA, per irregolarità nella vendita delle sementi.